# 김경준 (탁구 선수)
김경준(金境峻)은 대한민국의 탁구 선수였다. 1962년 인도네시아 자카르타 아시안게임에서 단체전 은메달을 획득했다.

## 참고
1. ↑  “아시아 경기 총결산”. 경향신문. 1962년 9월 5일.